# Compañía de Comunicaciones de Montaña 8
La Compañía de Comunicaciones de Montaña 8 (Ca Com M 8) del Ejército Argentino pertenece a la VIII Brigada de Montaña, 2.ª División de Ejército, con asiento en la Guarnición de Ejército «Mendoza».

## Historia
La unidad fue establecida en 1964 sobre la base del 8.vo Batallón de Comunicaciones de Montaña.
En 1976 y 1977 la Compañía despachó personal en comisión a la Base de Combate «Cuadro Nacional», Guarnición de Ejército «San Rafael».